# Bulungan (regentschap)
Bulungang (oude spelling Boeloengan) is een regentschap (kabupaten) in de provincie Noord-Kalimantan, Borneo, Indonesië. De districtshoofdstad is Tanjung Selor (Tandjong Selor), dat ook de provinciale hoofdstad is van Noord-Kalimantan. De oppervlakte van het regentschap Bulungang is 13.181,92 km² met een bevolking in 2020 van 151.844 mensen. Er is een plan om de regeringscentrum van Bulungang te verplaatsen naar het district Tanjung Palas.
De naam Boeloengan verwijst naar het onafhankelijk sultanaat dat in dit gebied bestond. Onder de Nederlandse koloniale bezetting had de sultan van Boeloengan een relatief autonome vorm van bestuur over de regio, in ondergeschiktheid aan het Nederlands gezag. Onder Nederlands gezag was Boeloengan een sultanaat in de provincie Zuid-Oost-Borneo, onderdeel van het gouvernement Borneo. Sinds 2012 is Noord-Kalimantan als provincie autonoom afgescheiden van Oost-Kalimantan. De provincie is onderverdeeld in vier regentschappen en één stad, respectievelijk de regentschappen Bulungang, Malinau, Noenoekan en Tada Tidoeng en de stad Tarakan.
De hoofdstad Tandjong Selor is een rustige en comfortabele stad in het binnenland. Als oprichtingsdatum staat 12 oktober 1790 geregistreerd. Tandjong Selor is sinds 11 oktober 1960 hoofdstad van het regentschap Bulungang.

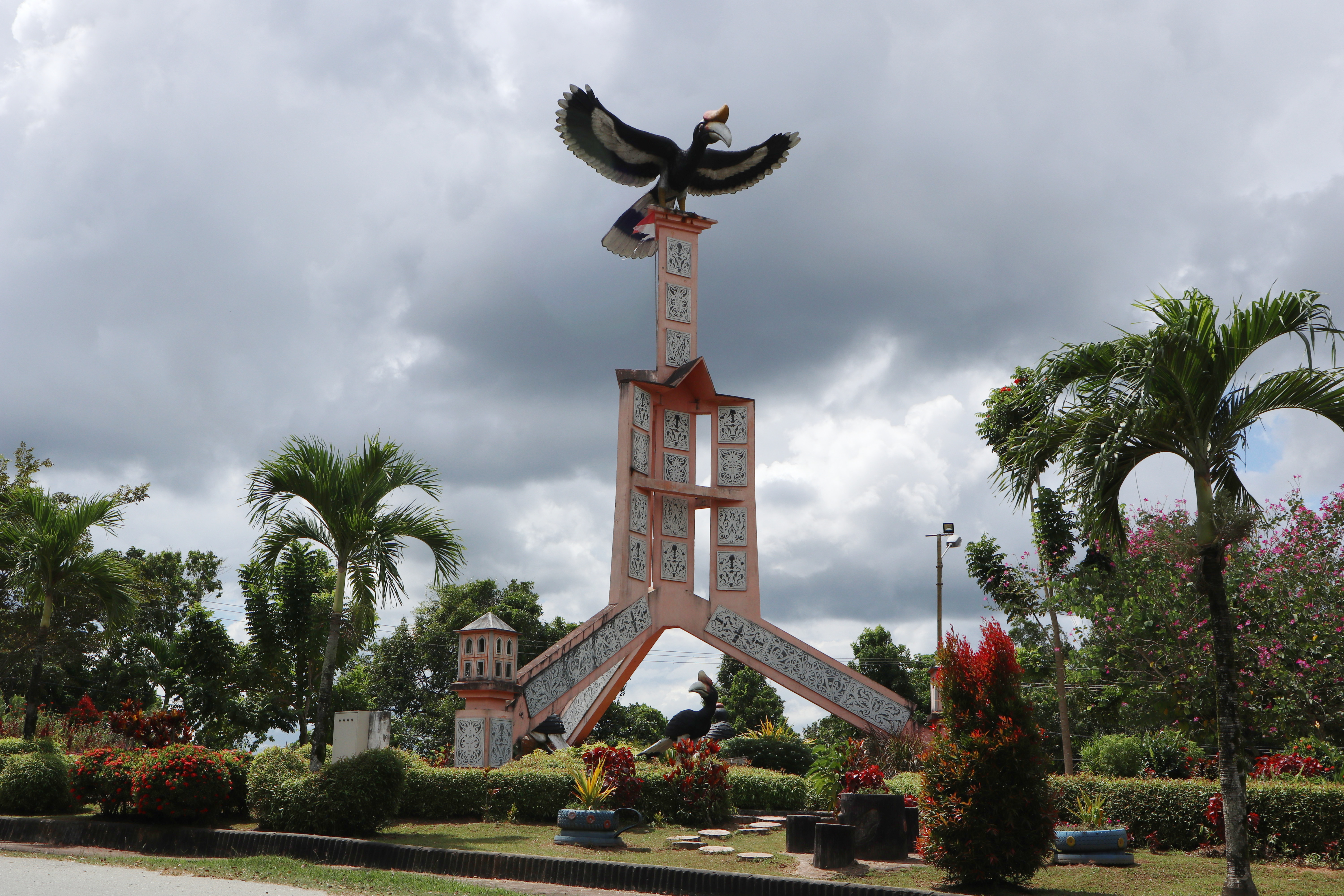
Het monument van het Enggang-themapark (Tugu Taman Tematik Enggang), in de stad Tanjung Selor, Bulungan (2018)

## Onderdistricten
Het regentschap bestaat uit 10 onderdistricten (zogenaamde kecamatan).
In deze onderdistricten liggen 81 plaatsen die een administratieve eenheid zijn.
| Naam                                              | Opper vlakte in km2 | Inwoners Volks telling 2010 | Inwoners Volks telling 2020 | Admin centrum       | Aantal plaatsen Kelurahan /desa's | Post code           |
| ------------------------------------------------- | ------------------- | --------------------------- | --------------------------- | ------------------- | --------------------------------- | ------------------- |
| Peso (a)                                          | 3.142,79            | 4.327                       | 4.400                       | Long Bia            | 10                                | 77261               |
| Peso Hilir (Laag Peso)                            | 1.639,71            | 3.484                       | 4.134                       | Long Tungu          | 6                                 | 77262               |
| Tanjung Palas Barat (West Tanjung Palas)          | 1.064,51            | 5.832                       | 6.416                       | Long Beluah         | 5                                 | 77217               |
| Tanjung Palas                                     | 1.755,74            | 14.032                      | 17.556                      | Gunung Putih        | 9                                 | 77211; 77214- 77216 |
| Tanjung Selor (b)                                 | 677,77              | 39.439                      | 56.569                      | Tanjung Selor Hilir | 9                                 | 77211 & 77212       |
| Tanjung Palas Timur (Oost Tanjung Palas)          | 1.277,81            | 8.651                       | 18.020                      | Tanah Kuning        | 8                                 | 77215               |
| Tanjung Palas Tengah (Centraal Tanjung Palas) (c) | 624,95              | 7.527                       | 11,567                      | Salim Batu          | 3                                 | 77216               |
| Tanjung Palas Utara (Noord Tanjung Palas)         | 806,34              | 8.954                       | 10.651                      | Karang Agung        | 6                                 | 77218               |
| Sekatak (d)                                       | 1.993,98            | 9.278                       | 10.842                      | Sekatak Buji        | 22                                | 77263               |
| Bunyu                                             | 198,32              | 11.139                      | 11.689                      | Bunyu Barat         | 3                                 | 77281               |
| Totalen                                           | 13.181,92           | 112.663                     | 151.844                     |                     | 81                                |                     |

Opmerkingen: (a) inclusief 5 eilanden voor de kust. (b) inclusief 7 eilanden voor de kust. (c) inclusief 65 eilanden voor de kust. (d) inclusief 10 eilanden voor de kust.